# Carl Wilhelmson
Carl Wilhelm Wilhelmson (Fiskebäckskil, 12 novembre 1866 – Göteborg, 24 settembre 1928) è stato un pittore e fotografo svedese.

## Biografia

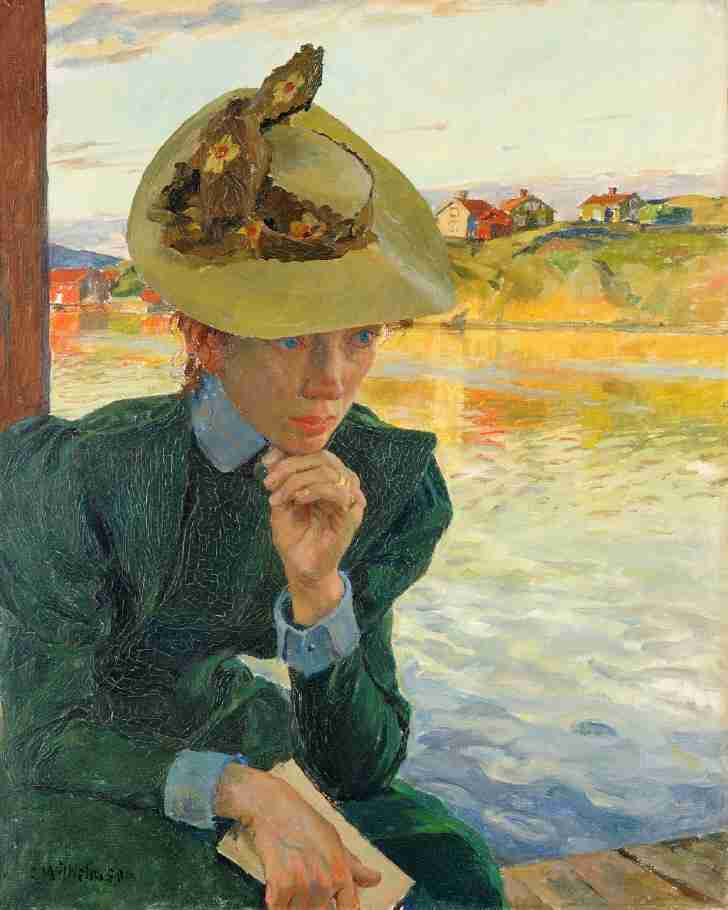
Sulla costa Ovest

Carl Wilhelm Wilhelmson nacque a Fiskebäckskil, da Anders a Amelia Wilhelmson. Suo padre era un Bästerman (una sorta di nostromo), che morì in un naufragio nel 1875. Sua madre, rimasta vedova, aprì una piccola bottega per mantenere la famiglia. Poiché alcuni parenti lavoravano nell'industria della stampa, nel 1881 il giovane Carl fu assunto come apprendista dalla litografia "Meyer & Köster" di Göteborg.
 
Allo stesso tempo, seguendo la sua inclinazione artistica, egli frequentò le scuole serali presso la locale "Scuola di Disegno e Artigianato". In seguito Carl divenne allievo a tempo pieno dell'artista Carl Larsson presso la "Valand Academy".
In 1888, su raccomandazione dello stesso Larsson e del suo precedente datore di lavoro, il "Kommerskollegium" gli elargì una borsa di studio che gli permise di compiere un viaggio a Lipsia. Una volta giunto a destinazione Carl lavorò per diverse importanti ditte di litografia, ma, nonostante ciò, rimase nel dubbio se continuare la carriera di litografo o abbandonarla per seguire il suo cammino di artista. Intanto, nel 1890, aveva messo da parte abbastanza denaro per recarsi in Francia.
A Parigi per sostentarsi lavorò come disegnatore pubblicitario, mentre seguiva i corsi di pittura e disegno di Paul Sérusier e Maurice Denis presso l'Académie Julian. Studiò, anche se per breve tempo, anche con Jules Lefebvre e Tony Robert-Fleury. Nel 1893, visitò la Bretagna e due anni dopo fece una piccola apparizione al "Salon" di Parigi. Nel 1896, dopo quasi sei anni trascorsi in Francia, ritornò in patria.
Poco dopo il suo ritorno Pontus Fürstenberg, suo mecenate, lo invitò a prendere il posto di Direttore della "Valand Academy". Wilhelmson accettò e mantenne quella carica sino al 1910.
Nel 1901, Carl Wilhelmson sposò la pittrice svedese Albertina Kerfstedt. Anche una dei loro figli, Ana Wilhelmson-Lagerman, divenne pittrice.

Lasciata l'Accademia Valand nel 1910, Wilhelmson aprì una sua scuola d'arte, e fra i suoi allievi vi furono Ivan Aguéli, Evert Taube, Evert Lundquist, Tora Vega Holmström, Maj Bring e Martin Åberg.
Su invito dell'amico Hjalmar Lundbohm, espose anche in Norvegia nel 1914 e nel 1918. A Bohuslän dipinse inoltre diversi quadri che divennero in seguito famosi e nel 1925 fu nominato professore presso la "Royal Swedish Academy of Fine Arts". Solo un anno dopo divenne membro della stessa Accademia, in via eccezionale, poiché ciò era in contrasto con le normali tradizioni. 
Oltre alla consueta pittura ad olio su tela, Wilhelson fu impegnato anche in affreschi, che realizzò nel "Central Post Office Building" di Stoccolma, nella biblioteca "Dicksonska folkbiblioteket", nel Museo Nazionale d'arte di Göteborg, nella "Thielska galleriet" e infine nello "Statens Museum for Kunst"  di Copenaghen.
Carl Wilhelmson morì a 62 anni a Göteborg, nel settembre del 1928.

Fu dato il suo nome alla nave-traghetto che opera fra Fiskebäckskil e Lysekil; inoltre gli fu intitolata una strada di Lunden, nel distretto di Göteborg.

## Opere principali
- Väntan och Trött (1898)
- Juniafton (1902)
- Flicka i blått (1904)
- På Berget (1907)
- Gruvarbete (1907)
- Kyrkfolk i båt (1909)
- Sommar (1911)
- Knut Kjellberg (1916)
- Vid brunnen (1917)

## Galleria d'immagini
Figure femminili

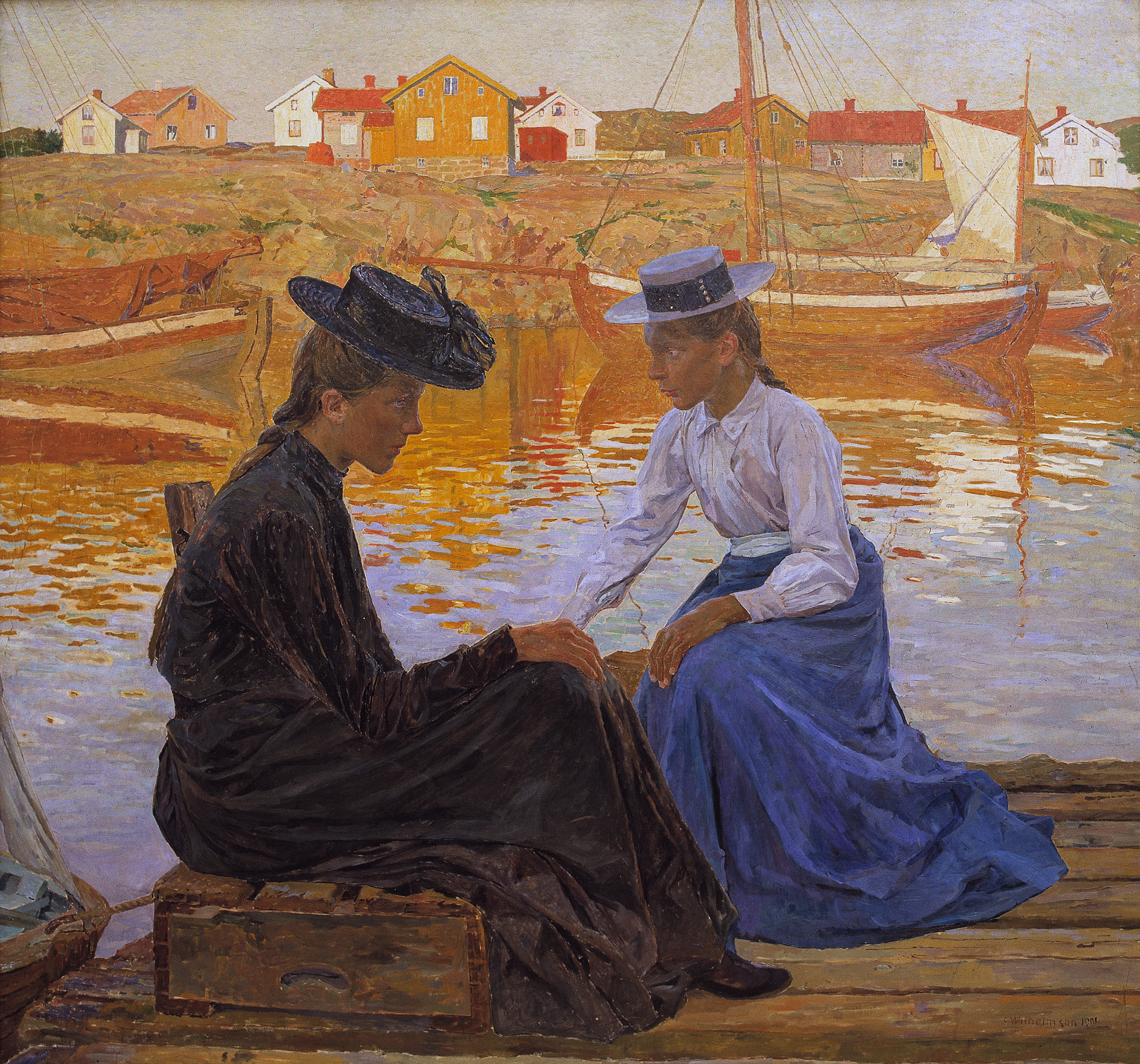
La baia
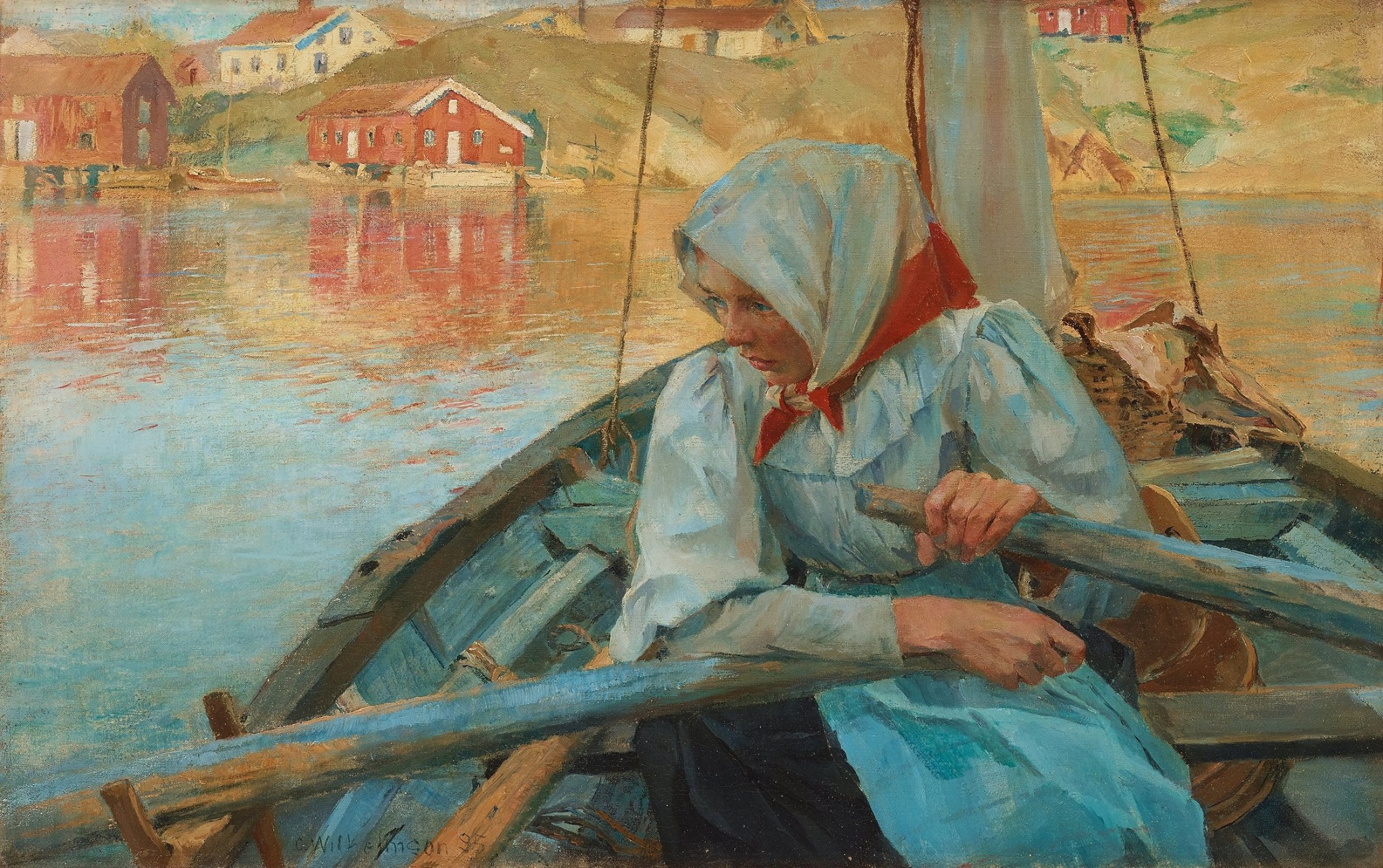
Donna che va a pescare
Miss Agnes Cleve
La sorella dell'artista
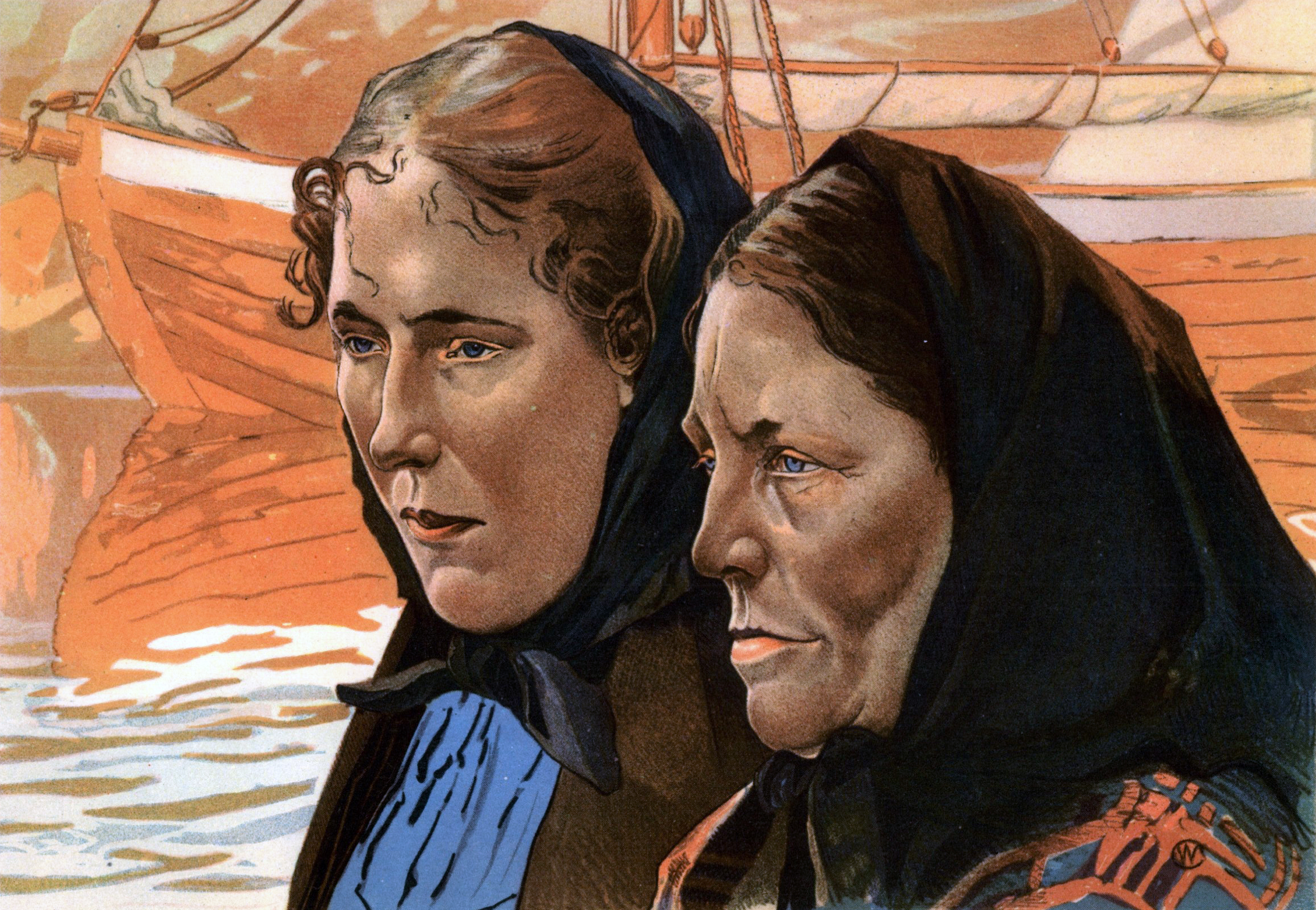
Studio di due donne di Bohuslän

Paesaggi

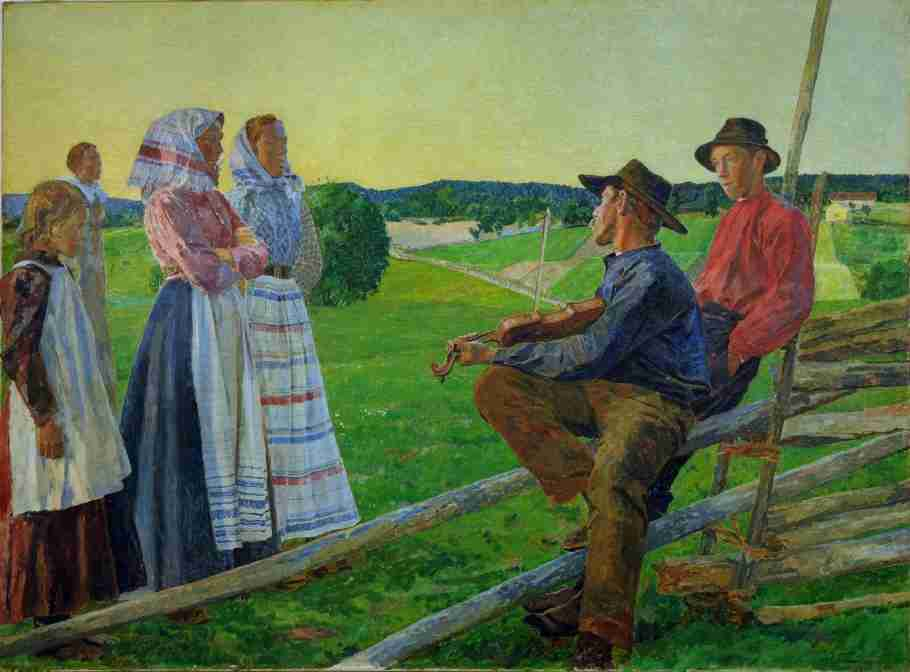
Serata di Giugno
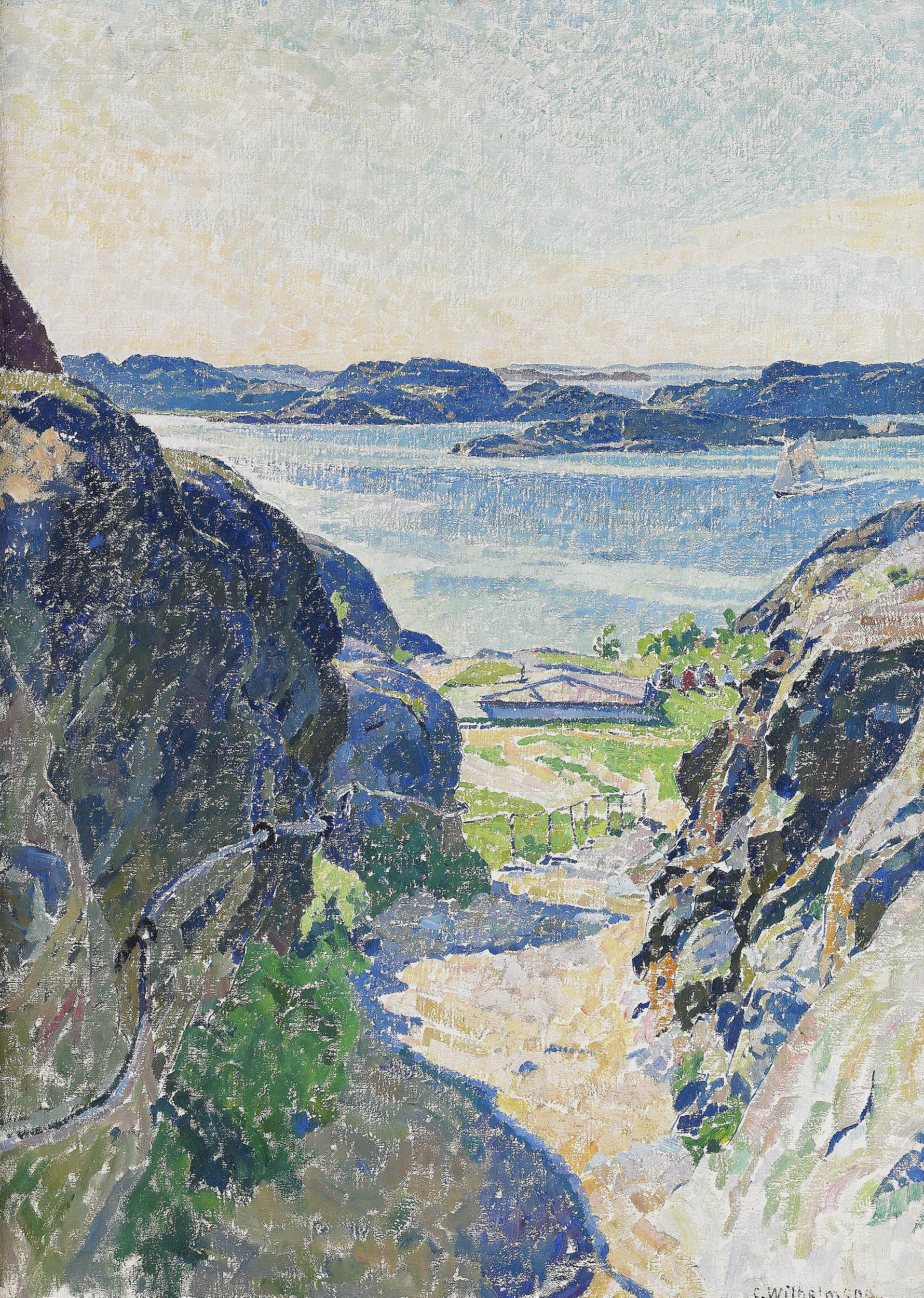
BrunnsvägenFiskebäcks
Il "Gåsö Skerries"

## Note

Nils Kreuger

## Collegamenti esterni

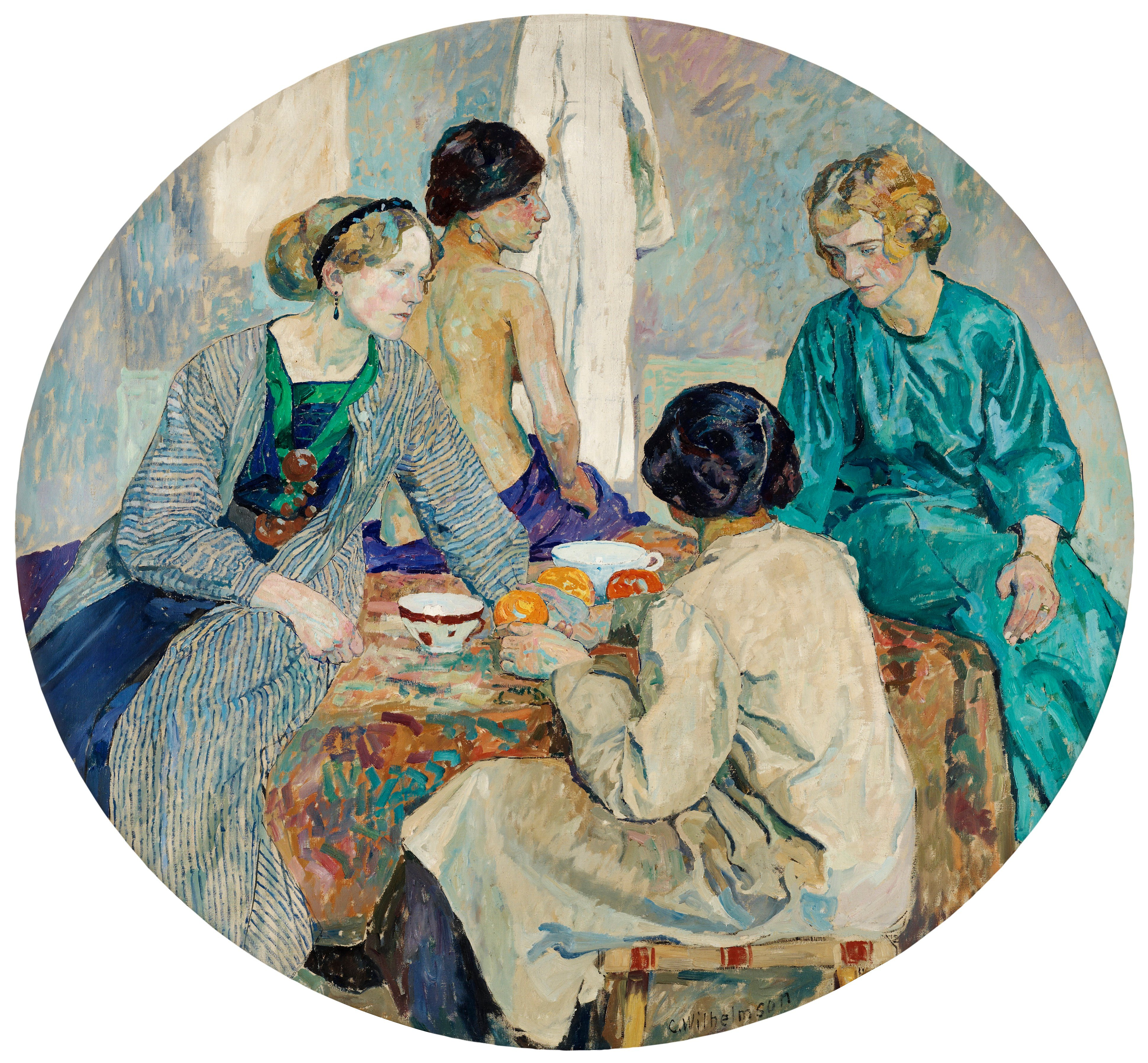
L'atelier